# Jamie Robinson
Jamie Robinson (27 de julio de 1975) es un expiloto de motociclismo británico, que compitió en el Campeonato del Mundo de Motociclismo entre 1993 y 2000.

## Biografía
Hizo su debut en 1993 en 125cc con una Honda, en  1994 corre un Gran Premio de 250cc, siempre con Honda, y en 1995 corre dos carreras en 500cc con una Harris Yamaha y una en 250 con Aprilia. En ninguna de estas ocasiones, sin embargo, logra entrar en zona de puntos.
Su primera temporada completa es de 1996 donde compite en 250 con una Aprilia, acabando en el 18.º posición de la general. En la siguiente temporada se mudó a Suzuki, terminando 22.º. En 1998, participó principalmente en el Campeonato Británico de Superbikes, donde acabó en el decimoctava posición con 37 puntos. En el mismo año obtuvo una wildcar para competir en competiciones mundiales. La primera de estas ocasiones fue la prueba británica del Campeonato Mundial de Superbikes con una Ducati 916 del equipo GSE Ducati, sin obtener puntos en las dos carreras. También corrió dos carreras de MotoGP en 250 con una Yamaha, terminando 33.º con 2 puntos.
En 1999, prueba con la Campeonato de Europa de 250 en 1999 con una TSR Honda. Allí termina cuarto con 79 puntos con 2 podios. También en esta temporada, hace una aparición en el mundo, compitiendo Gran Premio de Gran Bretaña con el equipo Chesterfield Yamaha Tech 3 siempre en 250, terminando la carrera en el duodécimo lugar.
En 2000, regresó como piloto titular del Mundial en 250cc con una Aprilia, terminando 19.º. En esta última temporada, alcanzó su mejor resultado con el sexto lugar obtenido en el GP de Holanda. Regresó al Campeonato Británico de Superbikes en 2001, donde terminó noveno con 144 puntos en la clasificación de pilotos, y estuvo en esta categoría en 2002.
En 2003, partícipe en una competencia mundial en el Campeonato Mundial de Supersport, cuando con una Yamaha YZF R6 del equipo JR Motorsport, disputa las dos carreras británicas, pero sin lograr resultados que le permitan sumar puntos para el ranking. Desde 2005 hasta 2007 participa en el campeonato Supersport británico, siendo la última de estas tres temporadas, la mejor en este campeonato al acabar quinto en la general con 128 puntos y también tres podios. En 2008 se aventuró como piloto de carreras en la categoría británica de Gran Turismo, obteniendo 6 puntos que le valieron el puesto 21 en el campeonato.

#### Carreras por año
(Carreras en negrita indica pole position, carreras en cursiva Vuelta rápida)
| Año  | Categ. | Moto    | 1       | 2       | 3       | 4       | 5       | 6       | 7       | 8       | 9       | 10      | 11      | 12     | 13      | 14      | 15      | 16    | Ptos. | Pos. |
| ---- | ------ | ------- | ------- | ------- | ------- | ------- | ------- | ------- | ------- | ------- | ------- | ------- | ------- | ------ | ------- | ------- | ------- | ----- | ----- | ---- |
| 1993 | 125cc  | Honda   | AUS -   | MAL -   | JAP -   | ESP -   | AUT -   | ALE -   | NED -   | EUR -   | RSM -   | GBR 20  | CZE -   | ITA -  | USA -   | FIM -   |         |       | 0     | -    |
| 1994 | 250cc  | Honda   | AUS -   | MAL -   | JAP -   | ESP 22  | AUT -   | ALE -   | NED -   | ITA -   | FRA -   | GBR -   | CZE -   | USA -  | ARG -   | EUR -   |         |       | 0     | -    |
| 1995 | 250cc  | Aprilia | AUS -   | MAL -   | JAP -   | ESP -   | ALE -   | ITA -   | NED -   | FRA -   | GBR 17  | CZE -   | RIO -   | ARG -  | EUR -   |         |         |       | 0     | -    |
| 1995 | 500cc  | Aprilia | AUS 24  | MAL 18  | JAP -   | ESP -   | ALE -   | ITA -   | NED -   | FRA -   | GBR -   | CZE -   | RIO -   | ARG -  | EUR -   |         |         |       | 0     | -    |
| 1996 | 250cc  | Aprilia | MAL 11  | IDN Ret | JAP 22  | ESP 9   | ITA 17  | FRA Ret | NED 9   | ALE Ret | GBR Ret | AUT 17  | CZE Ret | IMO 9  | CAT Ret | RIO Ret | AUS Ret |       | 26    | 18.º |
| 1997 | 250cc  | Suzuki  | MAL Ret | JAP 14  | ESP 16  | ITA 8   | AUT 12  | FRA -   | NED Ret | IMO 15  | ALE Ret | RIO -   | GBR Ret | CZE 13 | CAT Ret | IDN Ret | AUS Ret |       | 18    | 22.º |
| 1998 | 250cc  | Yamaha  | JAP -   | MAL -   | ESP -   | ITA -   | FRA -   | MAD -   | NED -   | GBR 16  | ALE 14  | CZE -   | IMO -   | CAT -  | AUS -   | ARG -   |         |       | 2     | 34.º |
| 1999 | 250cc  | Yamaha  | MAL -   | JAP -   | ESP -   | FRA -   | ITA -   | CAT -   | NED -   | GBR 12  | ALE -   | CZE -   | IMO -   | VAL -  | AUS -   | RSA -   | RIO -   | ARG - | 4     | 29.º |
| 2000 | 250cc  | Aprilia | RSA 11  | MAL Ret | JAP Ret | ESP Ret | FRA Ret | ITA Ret | CAT 10  | NED 6   | GBR Ret | ALE Ret | CZE 15  | POR 15 | VAL 19  | RIO Ret | PAC Ret | AUS - | 163   | 4.º  |